# Кетеново
Кетеново — село в громаді Кратово, поблизу міста Кратово.

## Історія
У 19 столітті село входило до складу Кратовського замку Османської імперії.

## Населення
Згідно зі статистичними даними Василя Кьнчова („Македонија, Етнографија и статистика“) за 1900 рік, в Кетеново проживало 175 жителів, усі македонці. За даними екзархійного секретаря Дімітра Мішева («La Macédoine et sa Population Chrétienne») у 1905 році в Кетеново, під владою Болгарської екзархії, було 152 македонці. 
Згідно з переписом населення Македонії 2002 року в селі проживало 216 жителів, усі македонці.
Згідно з останнім переписом населення 2021 року в селі проживало 157 жителів.
Розподіл населення за національністю за даними перепису 2021 року:
| Мова           | Відсоток |
| -------------- | -------- |
| македонці      | 95,54%   |
| не визначилися | 4,46%    |